# Wallace i Gromit: Golenie owiec
Wallace i Gromit: Golenie owiec (ang. Wallace & Gromit in A Close Shave, 1995) – brytyjski, krótkometrażowy film animowany, wyprodukowany przez Aardman Animations i BBC. Jest to pierwsza animacja w której pojawiła się postać Baranka Shauna (w 2006 roku powstał serial z jego przygodami).
Film ten zdobył wiele nagród, w tym Oscara w roku 1996 za najlepszy film animowany.

## Wersja polska

### Wydanie DVD
Wersja polska: Studio Voiceland – Wrocław

Tłumaczenie i dialogi: Augustyn Dobrzański

Reżyseria: Maciej Czapski

Realizacja nagrań: Wojciech Siadak

Kierownik produkcji: Piotr Krzykwa

Wystąpili:
- Adam Cywka – Wallace
- Beata Rakowska – Wendolene